# Dallal Merwa Achour
Dallal Merwa Achour, née le 3 novembre 1994 à Blida, est une joueuse algérienne de volley-ball. En 2012, elle participe aux jeux olympiques d'été,.

## Club
Club actuel :  ESF Mouzaïa.